# Lyponia robusta
Lyponia robusta là một loài bọ cánh cứng trong họ Lycidae. Loài này được Pic miêu tả khoa học năm 1922.